# Fliegerstaffel 24

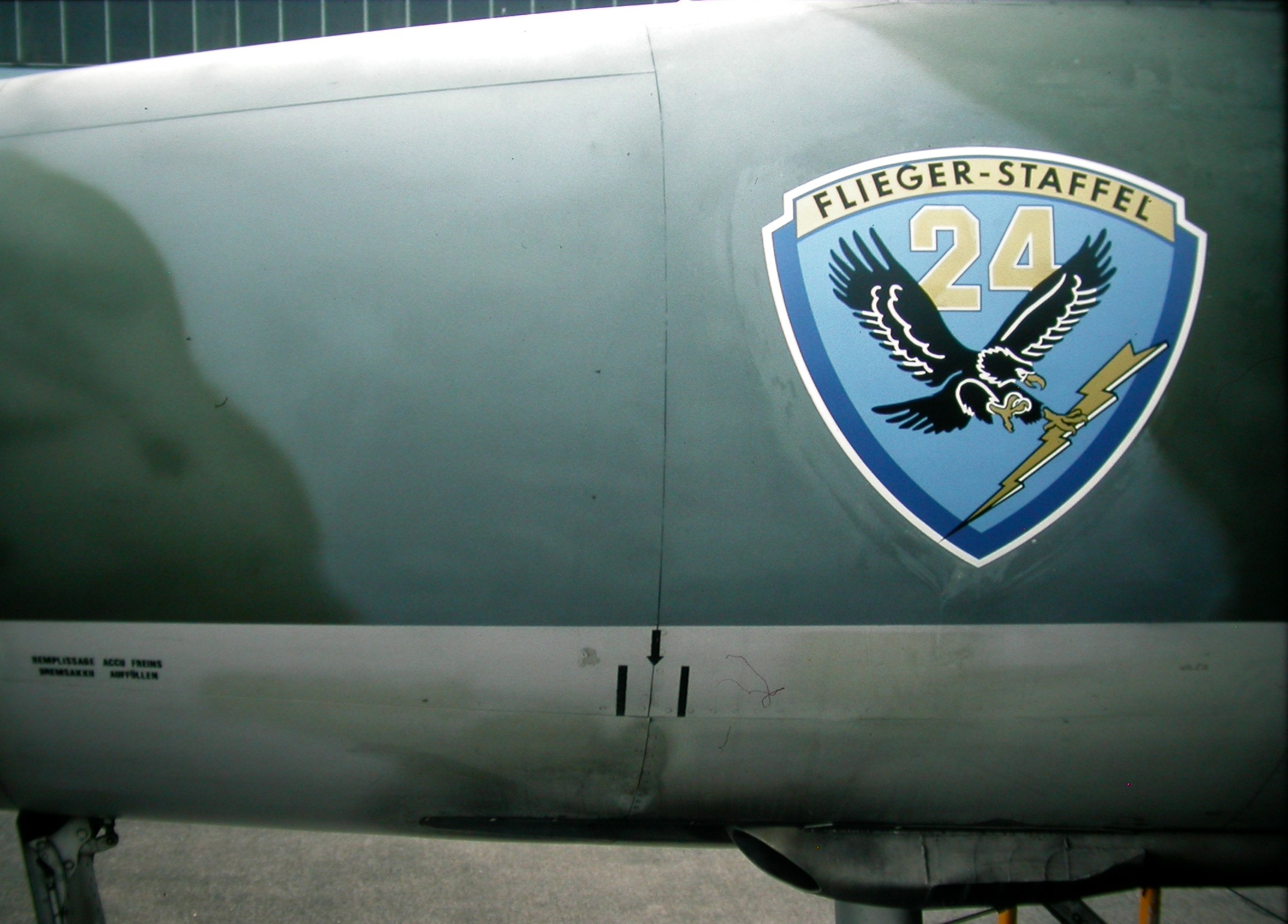
Emblem Staffel 24 auf einem Hunter Doppelsitzer im Jahre 1994

Die Fliegerstaffel 24 ist eine ehemalige eigenständige Fliegerstaffel, deren Piloten als Teil der Zielflugstaffel 12 bis 2022 EKF-Missionen flogen.  Die Fliegerstaffel 24 trug als Wappen einen Adler vor hellblauem Grund, der in der rechten Klaue einen Blitz (Blitz als Symbol für die EKF) hält, im Hintergrund ist die rotorange Zahl 24 und über dem Wappen ist ein rotoranger Bereich mit der schwarzen Schrift "Fliegerstaffel".

## Geschichte

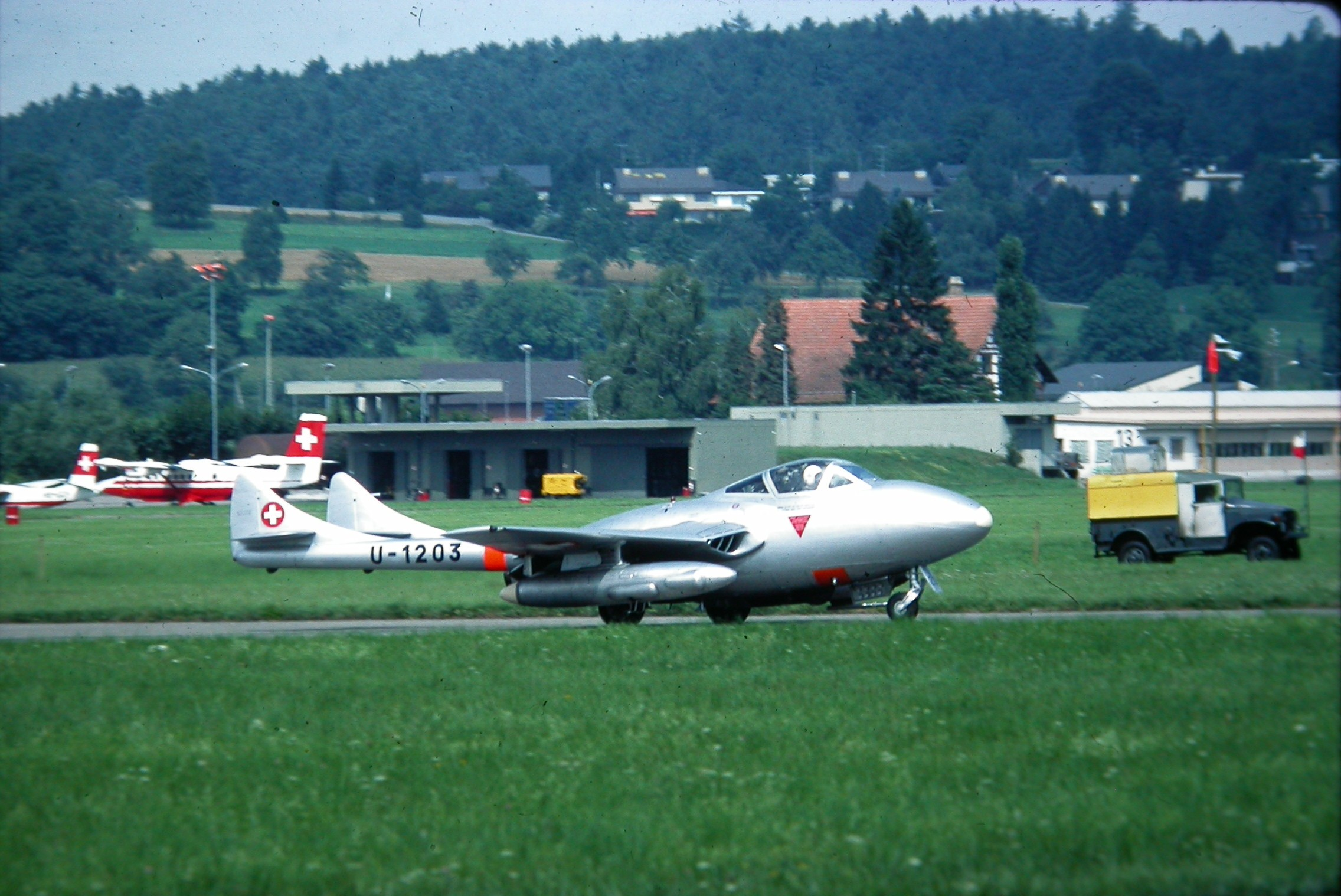
Nach 1974 enthielt U-1203 kein Doppelsteuer mehr, sondern war ein Flugzeug zur Elektronischen Kriegsführung und dessen Training.

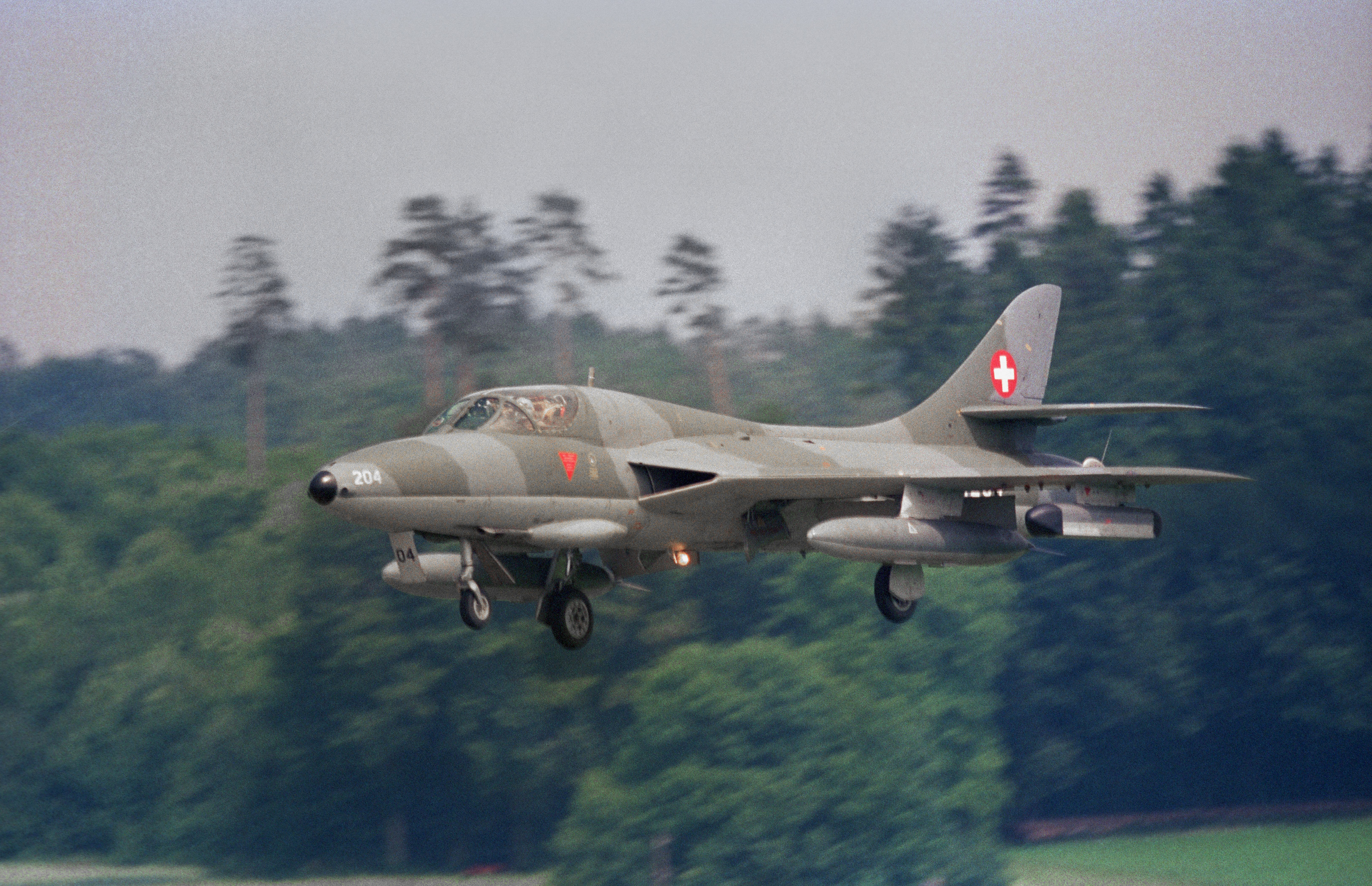
J-4204 landet in Dübendorf nach einer EKF Mission

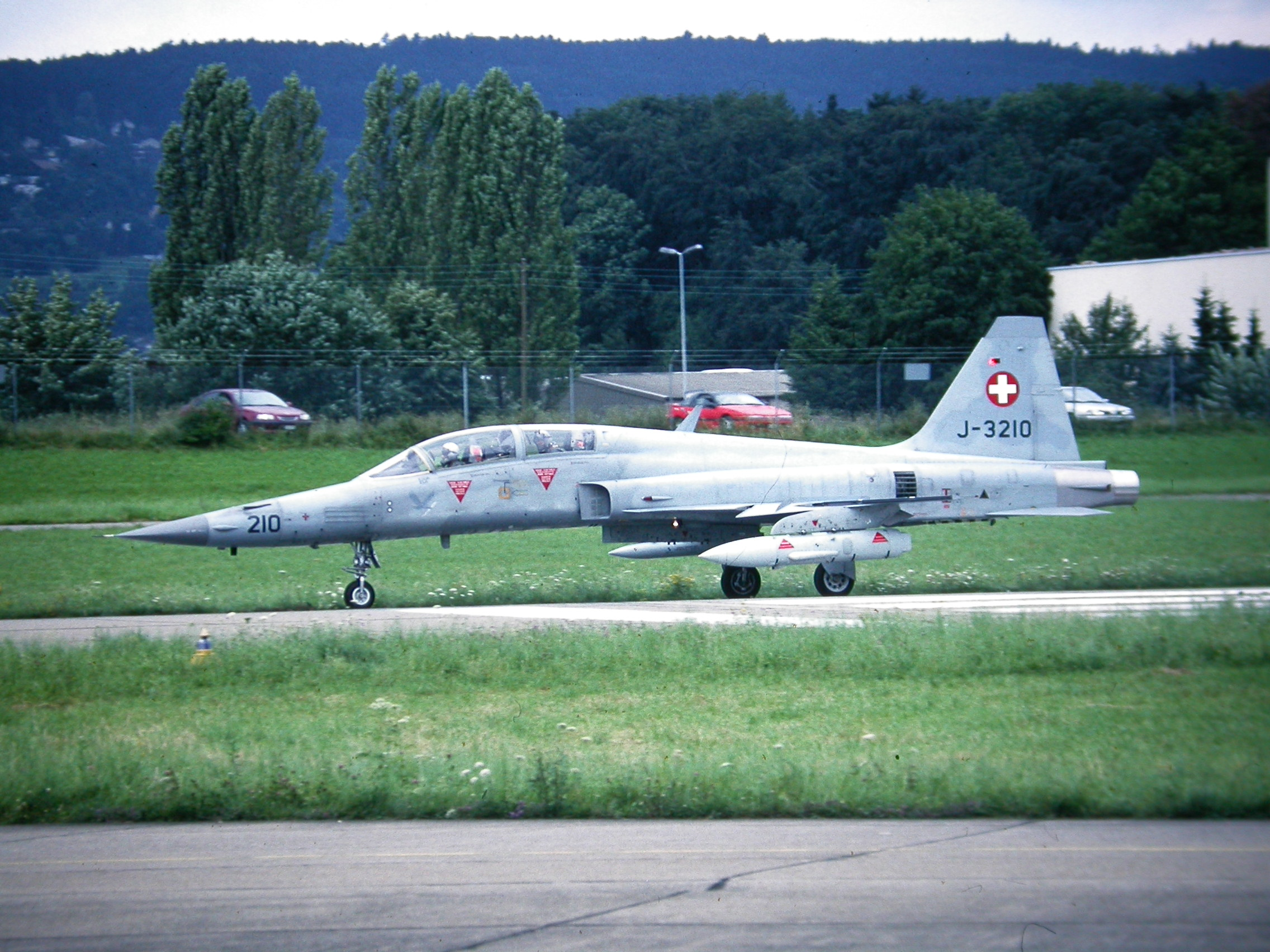
Ein Tiger-Doppelsitzer im EKF-Einsatz mit dem Vista5-Behälter; das Flugzeug wurde auch mit einem Low-Visibility-Staffelabzeichen der Staffel 24 versehen

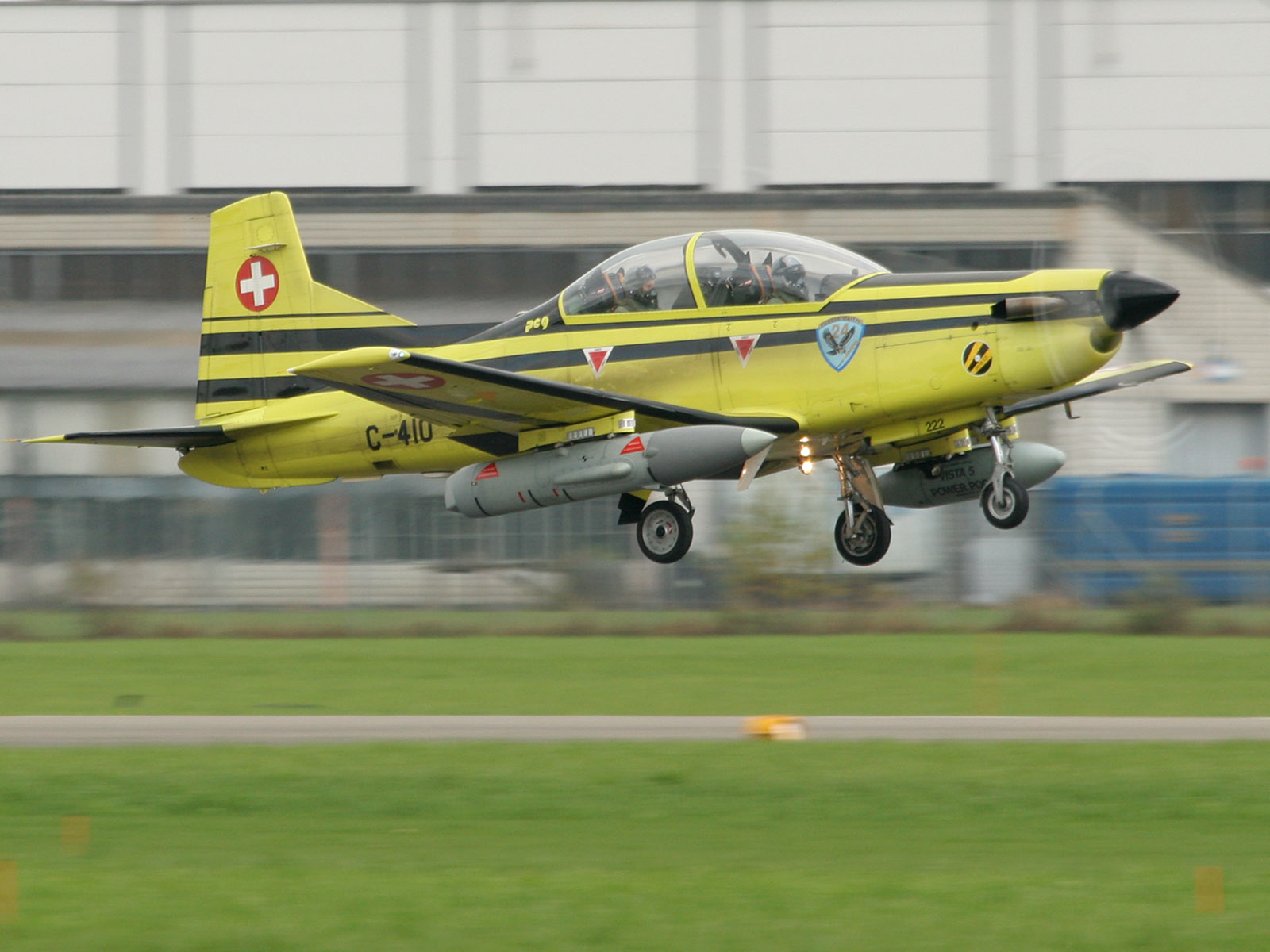
Pilatus PC-9 C-410 mit Vista5 Störsender; das Flugzeug trägt sowohl das Staffelabzeichen der Staffel 24 als auch dasjenige der Staffel 12

Bis 1974 war bei zwei Vampire Trainern (J-1205, J-1203) die Doppelsteuerung entfernt worden und die Flugzeuge waren mit einem Operateur-Sitzplatz zu EKF-Zwecken umgerüstet worden.
Im Jahr 1977 wurde entschieden, die Hunter Trainer auch zur Elektronischen Kriegsführung (EKF) einzusetzen. Auch in den Hunter Trainern wurde zur Bedienung des EKF-Behälters Vista 4 ein Bordoperateur benötigt. Die Ausbildung von Bordoperateuren zur Elektronischen Kriegführung (EKF) fand ab 1979 für die De Havilland DH-115 Mk 55 Vampire-Trainer und für die Hawker Hunter T Mk 68 statt. Die Bordoperateure wurden ab 1984 mit den Piloten im neuen EKF-Einsatzverband, der Fliegerstaffel 24 ad hoc, zusammengefasst.
Im Jahr 1990 wurde die Staffel 24 als feste Einheit gebildet. Zuvor hatten schon im Januar 1980 Systemoffiziere der Staffel 6 die ersten ECM-Missionen mit Hunter durchgeführt.
Hunter Trainer waren von 1977 bis 1994 für die Fliegerstaffel 24 im Einsatz, wobei die Flugzeuge auch von anderen Staffeln für die konventionelle Pilotenschulung verwendet wurden. 
Im Jahr 1994 wurde die Fliegerstaffel 24 im Rahmen des Umgliederung der Armee 95 in die Zielflugstaffel 12 integriert.
1994 wurden die Hunter Trainer ausgemustert und die Fliegerstaffel 24 verwendete stattdessen einige (J-3201, J-3210, J-3211 und J-3212) der F-5F Tiger-Doppelsitzer, nun im Gegensatz zum Einsatz auf dem Hunter mit dem Vista 5-Behälter. Solche Flüge wurden auch von Piloten der Fliegerstaffel 16 durchgeführt. Die Aufgabe wurde wegen Pilotenmangel auch von Berufsmilitärpiloten wahrgenommen.
Die Piloten der Fliegerstaffel 24 sind ehemalige Milizpiloten der Frontstaffeln 6, 8 und 19, welche die Alterslimite auf den Kampfflugzeugen erreicht haben. Die Bordoperateure des Vista 5 Systems sind Berufsbordoperateure der Luftwaffe und gehören dem Berufsfliegerkorps an.
Die Hauptaufgabe besteht darin, zu Übungszwecken die Radaranlagen von Kampfflugzeugen (F/A-18 und F-5) zu stören, die Radaranlagen der Luftabwehr, (Skyguard, RAPIER und STINGER Alert) sowie die Luftraumüberwachungsradare TAFLIR und Florako zu stören.
Die Fliegerstaffel 24 teilte sich die PC-9 mit der Zielflugstaffel 12, die diese als Zielschlepper einsetzte. Vier Maschinen PC-9 sollten laut Planung aus dem Jahr 2016 bis ins Jahr 2025 weiter fliegen, zwei als Zielschlepper und die anderen Zweials Radarstörer. Auch das Ericsson „Vista-5“ (elektronischer Störsender als Zusatzbehälter) erreichte laut damaliger Angaben das Ende seiner Lebensdauer, ein Ersatz für das Vista-5 war nicht vorgesehen, da moderne Kampfflugzeuge über einen integrierte Jammer mit vergleichbaren Leistungen verfügen. Ende 2022 wurde der Flugbetrieb mit PC-9 eingestellt.

## Flugzeuge
- DH.115 T.Mk.55
- Hawker Hunter Trainer
- Learjet 35
- Pilatus PC-9
- Northrop F-5F